# La grande bellezza
La grande bellezza è un film del 2013 co-scritto e diretto da Paolo Sorrentino.
Interpretato da Toni Servillo, Carlo Verdone, Sabrina Ferilli e Isabella Ferrari, è una commedia drammatica ambientata a Roma, incentrata sulla figura di Jep Gambardella, scrittore e giornalista mondano che, dopo un solo romanzo di successo giovanile, riflette sulla propria vita tra ricordi, incontri e disincanto. Le riprese si sono svolte prevalentemente nella capitale, con numerose location che includono monumenti e luoghi simbolici, molti dei quali normalmente non accessibili al pubblico.
Prodotto da Indigo Film, in coproduzione con Medusa Film e la francese Babe Films, con il contributo di Pathé e France 2 Cinéma, è stato presentato in concorso al Festival di Cannes 2013. Nel 2014 ha vinto il Premio Oscar come miglior film in lingua straniera, Golden Globe e il BAFTA nella stessa categoria, quattro European Film Awards, nove David di Donatello (su 18 candidature), cinque Nastri d'Argento e numerosi altri premi internazionali.

## Trama
Jep Gambardella è un navigato giornalista di costume e critico teatrale, uomo affascinante, impegnato per lo più a vagare tra gli eventi mondani di una Roma immersa nella bellezza della sua storia e nello squallore e superficialità dei suoi abitanti d'oggi, in un contrasto impietoso. Cimentatosi in gioventù anche nella scrittura creativa, è autore di una sola opera, L'apparato umano. Nonostante gli apprezzamenti e i premi ricevuti, Jep non ha più scritto altri libri, non solo per pigrizia, ma soprattutto per un blocco creativo dal quale non riesce a uscire. Con il tempo, lo scopo della sua esistenza è diventato quello di trasformarsi in un "mondano". Jep partecipa ogni notte a un teatrino confuso e annoiato di amici intimi e compagni di sventure, tra i quali: Romano, scrittore teatrale mai realizzato e perennemente al guinzaglio di una giovane donna che lo sfrutta senza ricambiare il suo sentimento; Lello, ricco venditore all'ingrosso di giocattoli dalla parlantina sciolta e marito infedele di Trumeau; Viola, facoltosa borghese e madre di un ragazzo affetto da gravi problemi psichici di nome Andrea; Stefania, egocentrica scrittrice radical chic; Dadina, la direttrice nana del giornale per il quale Jep scrive.
Anche la vita culturale non è più in grado di fornirgli stimoli, come quando assiste alla performance di un'osannata artista concettuale e poi in un'intervista ne smaschera l'inconsistenza intellettuale.
Una mattina, tornando da uno di quegli insipidi salotti, Jep incontra sul pianerottolo di casa il marito di Elisa, donna che un tempo era stata il suo primo (e probabilmente unico) vero amore: l'uomo, in lacrime, gli comunica che Elisa è morta lasciando dietro di sé solo un diario chiuso da un lucchetto, che l'uomo ha violato e in cui la donna narra dell'amore mai sopito verso Jep. Il marito ha scoperto così di essere stato, per 35 anni, nient'altro che "un buon compagno". Il vedovo, ora afflitto, tuttavia ben presto troverà consolazione nell'accoglienza affettuosa della sua domestica straniera. L'episodio, unito al compimento del suo 65º compleanno, spinge Jep a una profonda e malinconica rivisitazione della sua vita, a una lunga meditazione su se stesso e sul mondo che lo circonda, e soprattutto innesca in lui un pensiero che, probabilmente, albergava nascosto in lui da molto tempo, quello di cimentarsi ancora nella scrittura.
Roma diventa così teatro onirico di feste, vignette, presagi e incontri casuali: da Ramona, avvenente spogliarellista figlia di un suo vecchio amico, al cardinale Bellucci, in cui è più viva la passione per la cucina che per la fede cattolica; ma soprattutto la città diventa il vero palcoscenico di Jep stesso, sempre più convinto della futilità e dell'inutilità della sua esistenza. Il sogno di recuperare la sua identità di scrittore e letterato, di ritornare a quell'innocente bellezza del primo amore adolescenziale, sembrano infrangersi di fronte allo spettacolo squallido e miserabile con cui ogni sera egli deve e al contempo vuole confrontarsi.
Ben presto anche il giro di frequentazioni di Jep si riduce: Ramona, con cui aveva instaurato un rapporto casto e profondo, muore per un male inguaribile che era anche la causa inconfessata del suo continuo bisogno di denaro, lamentato dal padre; Romano, ormai deluso dall'ingannevole fascino di Roma, lascia la città salutando solo lui; Stefania, umiliata da Jep che le aveva rivelato in faccia i suoi scheletri nell'armadio e le sue menzogne, abbandona il circolo mondano dello scrittore, rincontrandolo solo in seguito e mostrandosi cambiata; Andrea, il figlio di Viola, si suicida schiantandosi volontariamente con l'auto e dopo la sua morte la madre dona tutti i suoi beni alla Chiesa cattolica e diventa missionaria in Africa.
La povertà di contenuti che egli continua a scorgere nelle feste trash e volgari cui malgrado tutto partecipa lo induce intanto, in un momento di ebbrezza, a un'amara confessione a cuore aperto sull'incapacità di adattarsi al mondo circostante.
Si direbbe il segno di un fallimento durato un'intera vita, ma, proprio nel momento in cui le speranze sembrano abbandonarlo definitivamente, ecco che l'illuminazione arriva: dopo aver ospitato a cena una ultracentenaria missionaria cattolica nel terzo mondo in "odore di santità" – incontro combinato da Dadina nella vana speranza di fargliela intervistare – Jep si reca all'Isola del Giglio per un reportage sul naufragio della Costa Concordia, che la stessa Dadina da tempo gli chiedeva. Lì rivive in un flashback la sua prima volta con Elisa e in lui si riaccende un barlume di speranza: egli è finalmente pronto per scrivere il suo nuovo romanzo. Lo sguardo finalmente sereno di Jep che osserva sorridente l'alba romana chiude il film, sulle note di The Beatitudes di Vladimir Martynov, suonato dal Kronos Quartet.

## Produzione

### Sviluppo

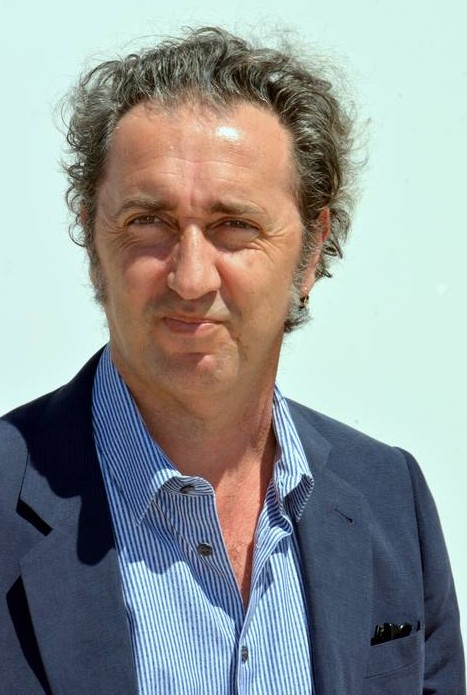
Paolo Sorrentino ha iniziato lo sviluppo del film a seguito di un percorso di osservazione durato vent'anni a Roma

L'idea per La grande bellezza nacque da un lungo e stratificato processo creativo che Paolo Sorrentino avviò molti anni prima della realizzazione effettiva del film. Il regista napoletano ha raccontato di aver iniziato a raccogliere impressioni, nomi, frammenti di conversazioni e osservazioni sulla città di Roma fin dal suo primo soggiorno nella capitale. Questi appunti, accumulati nell'arco di circa vent'anni, divennero progressivamente il nucleo ispiratore dell'immaginario narrativo e visivo che avrebbe poi animato l'opera.
Agli occhi di Sorrentino, Roma si delineava come un universo molteplice e contraddittorio, un microcosmo dove convivono mondanità, religione, politica, arte e spettacolo: elementi che, intrecciandosi tra loro, danno forma a un ritratto sfaccettato e spesso grottesco della società contemporanea. L'intenzione del regista non era semplicemente quella di descrivere la città, ma di catturarne l'anima impalpabile, oscillante tra sublime e farsa.

### Regia
Lo stile registico di Sorrentino per questo film è stato frequentemente accostato a quello di Federico Fellini, in particolare a La dolce vita (1960), pur mantenendo un'impronta personale. L'unica citazione diretta e consapevole dichiarata dal regista riguarda una scena girata in Via Veneto, mentre l'influenza felliniana complessiva è da lui stesso definita indiretta, derivante dalla visione giovanile delle opere del maestro riminese.
In un'intervista video per Internazionale, Sorrentino descrive la scena iniziale come essenziale per trasmettere l'impatto travolgente della città sull'individuo, Roma viene immaginata come una bellezza tanto potente da risultare "distruttiva".

### Sceneggiatura
La sceneggiatura fu scritta a quattro mani da Sorrentino e dallo sceneggiatore Umberto Contarello. I due adottarono un metodo di lavoro iterativo, procedendo per successive riscritture e scambiandosi continuamente bozze, appunti e riflessioni. Contarello ha rivelato che il copione fu oggetto di modifiche costanti, sino alla vigilia dell'inizio delle riprese, quando venne ultimata l'ultima versione definitiva.
Al centro del film si staglia la figura di Jep Gambardella, giornalista e scrittore disilluso, testimone ironico e malinconico di un mondo in decadenza. Attraverso i suoi occhi, Sorrentino costruisce una narrazione che è al tempo stesso contemplazione estetica e critica sociale. Molti dei personaggi che popolano il film – così come i loro nomi – sono ispirati a figure reali incontrate dal regista nell'ambiente romano, conferendo al racconto un tono sospeso tra il verosimile e il caricaturale, tra il documentario e la satira.
Il titolo La grande bellezza era stato ideato da Roberto De Francesco, attore e scrittore amico di Sorrentino, per un progetto cinematografico mai portato a termine. Fu lo stesso De Francesco a cedere il titolo al regista, che lo adottò per la sua potenza evocativa e per la capacità di sintetizzare, in una sola espressione, il cuore tematico del film.
Sorrentino ha più volte sottolineato come il percorso creativo dell'opera sia stato attraversato da una profonda riflessione sul tempo, sull'immaginazione, sull'irresistibile attrazione esercitata dalla malinconia. Al centro del film si staglia la tensione irrisolta tra bellezza e decadenza, tra apparenza e vuoto: un'indagine poetica che prosegue coerentemente le traiettorie già tracciate nelle sue precedenti opere.

### Pre-produzione
La fase di pre-produzione ebbe inizio nel corso del 2011, subito dopo il completamento della sceneggiatura definitiva. I produttori Nicola Giuliano e Francesca Cima, per conto di Indigo Film, avviarono la pianificazione operativa del film in sinergia con Medusa Film e con il contributo delle case di produzione internazionali Babe Films, Pathé e France 2 Cinéma.
In questa fase iniziale vennero definiti sia il cast tecnico che quello artistico. Per il ruolo del protagonista, Jep Gambardella, fu scelto Toni Servillo, attore feticcio di Sorrentino, già interprete principale in Le conseguenze dell'amore (2004) e Il divo (2008). Accanto a lui furono selezionati numerosi interpreti del panorama cinematografico italiano, tra cui Carlo Verdone, Sabrina Ferilli, Galatea Ranzi, Iaia Forte, Pamela Villoresi e Isabella Ferrari.

Il titolo del film è tratto da un copione inutilizzato dell'attore casertano Roberto De Francesco, amico di Sorrentino.

Un ruolo centrale nella pre-produzione fu occupato dal meticoloso lavoro di location scouting nella città di Roma. La capitale non fu concepita come semplice sfondo, ma come un vero e proprio personaggio, dotato di identità narrativa e carica simbolica. Furono selezionati decine di luoghi iconici, tra palazzi nobiliari, chiese, terrazze, giardini e monumenti — alcuni dei quali raramente concessi alle produzioni cinematografiche. Tra questi si annoverano la Fontana dell'Acqua Paola, il Parco degli Acquedotti, Palazzo Spada e il Giardino degli Aranci.
Parallelamente, si svilupparono i progetti scenografici e di costume, finalizzati a definire l'estetica dell'opera. Le scenografie furono affidate a Stefania Cella, mentre i costumi vennero curati da Daniela Ciancio, con l'obiettivo di riflettere la raffinatezza decadente della borghesia romana ritratta nel film. L'impostazione visiva perseguita da Sorrentino si orientava verso una dimensione barocca e stratificata, in cui lo sfarzo si mescolasse al vuoto, e l'opulenza agli echi della rovina, sia materiale che morale.
Le prove con il cast si svolsero a Roma nelle settimane immediatamente precedenti l'inizio delle riprese. Toni Servillo lavorò a stretto contatto con Sorrentino per definire le sfumature caratteriali e psicologiche di Jep, ispirandosi a figure reali del mondo giornalistico e intellettuale italiano. Contemporaneamente furono elaborati il piano di produzione e la logistica delle riprese: queste si svolsero nell’arco di circa otto settimane, quasi interamente nella città di Roma, con una breve trasferta all'Isola del Giglio per le sequenze finali.
Il budget complessivo del film ammontò a circa 9,2 milioni di euro. La produzione fu sostenuta da una combinazione di fondi pubblici e privati: tra questi, contributi ministeriali, fondi regionali (come quello della Regione Lazio), incentivi fiscali previsti dal tax credit italiano e programmi europei a sostegno della cinematografia, quali MEDIA ed Eurimages.

### Riprese

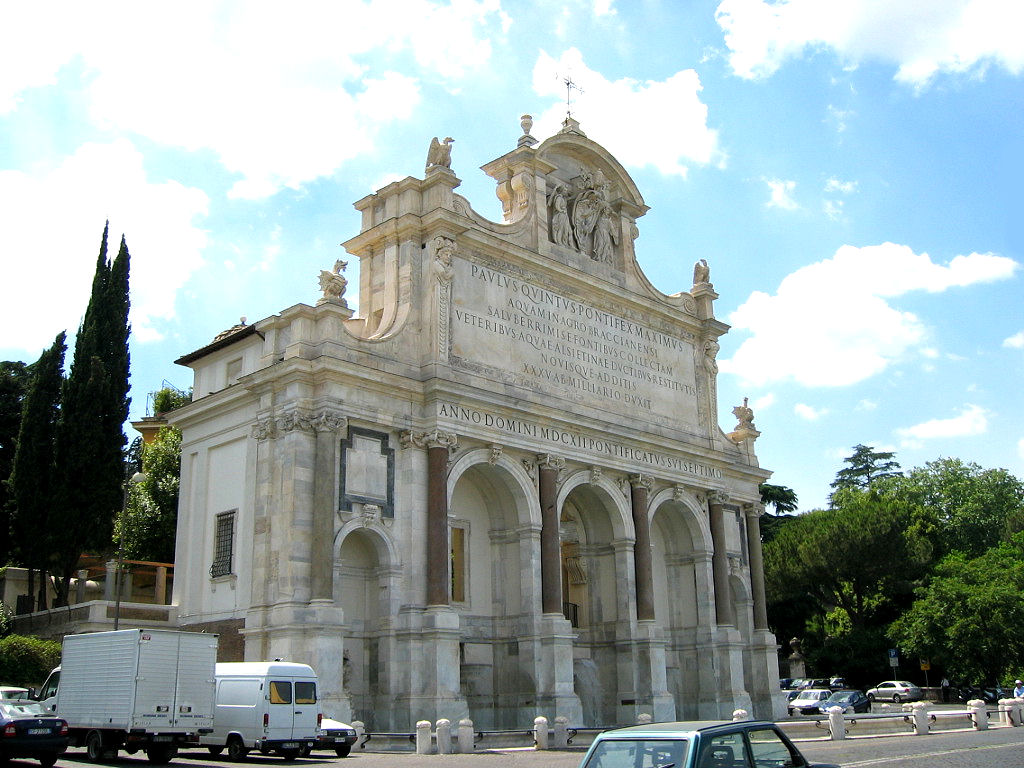
Fontana dell'Acqua Paola, dove fu realizzata la sequenza iniziale del film

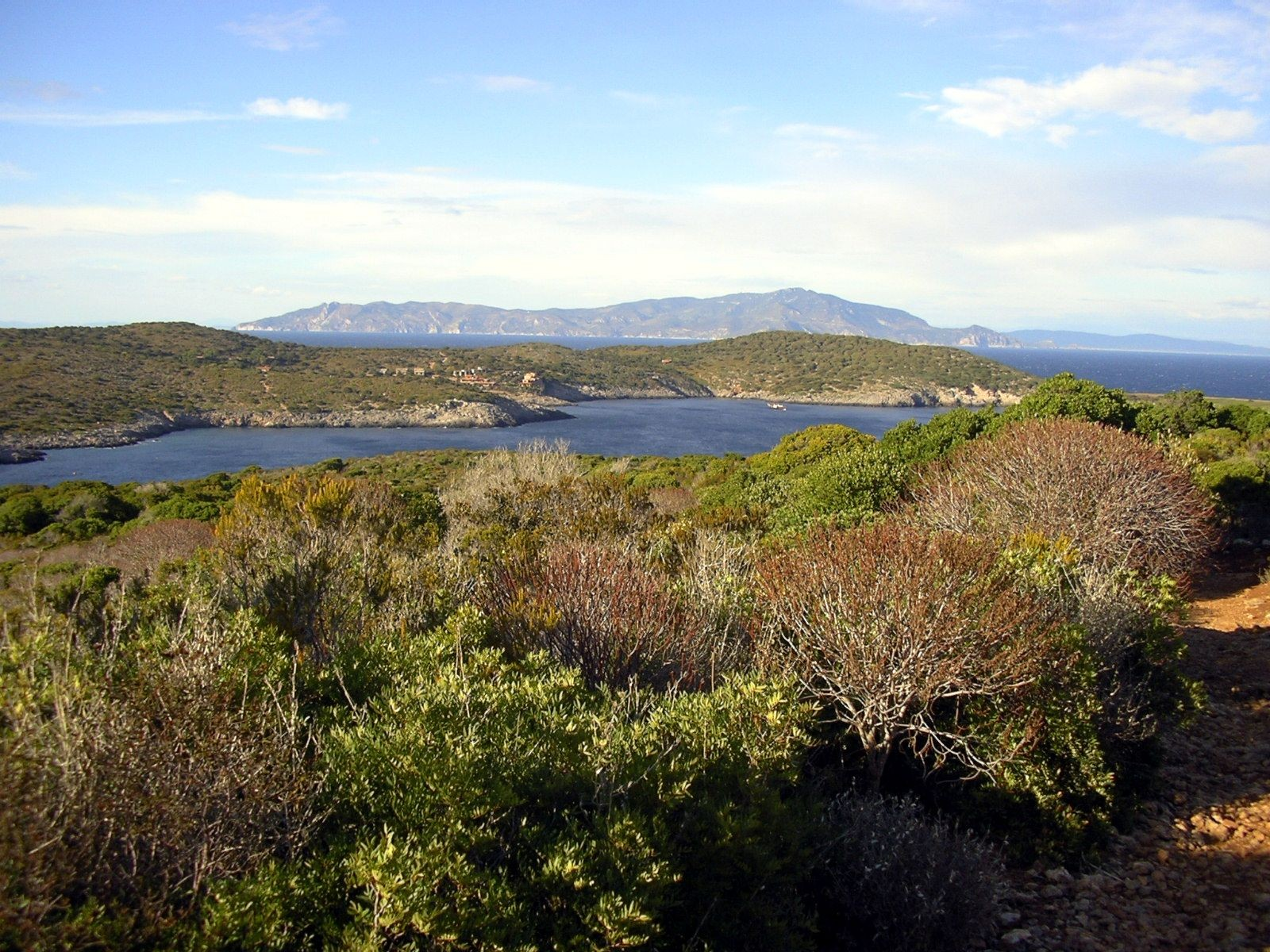
L'Isola del Giglio, fu l'unico luogo esterno a Roma dove vennero fatte le riprese del film

Le riprese del film sono iniziate a Roma il 9 agosto 2012 e sono continuate per circa otto settimane. La città fu scelta come unico grande scenario narrativo, concepita non solo come ambientazione ma come protagonista tematica del film. Le riprese si svolsero in numerosi luoghi simbolici della capitale, alcuni dei quali raramente accessibili alle produzioni cinematografiche, tra cui monumenti storici, giardini, palazzi nobiliari e terrazze panoramiche.
La sequenza d'apertura fu realizzata presso la Fontana dell'Acqua Paola al Gianicolo, il Giardino degli Aranci e la Basilica di Santa Sabina sull'Aventino, sono stati utilizzati per alcune scene con Jep, altri luoghi includono il Parco degli Acquedotti (Parco regionale dell'Appia antica), la Piscina dei Mercati di Traiano (Terme di Caracalla), dove è stata realizzata la scena onirica con la giraffa, quest'ultima realizzata attraverso l'uso di CGI, il Palazzo Sacchetti (Via Giulia), utilizzato come residenza di Viola; la facciata fu integrata in fase di montaggio per rappresentare Palazzo Taverna vicino a Piazza dell'Orologio. Palazzo Spada (Piazza Capo di Ferro), con la celebre Galleria delle Prospettive di Borromini, il Musei Capitolini (Palazzo Nuovo), Villa Medici, punto di arrivo dell'itinerario all'alba dei protagonisti e Via Veneto, con le scene delle feste di Jep.
Oltre a Roma, una breve sessione di riprese fu effettuata all'Isola del Giglio, presso il faro di Capel Rosso, dove vennero girate le sequenze conclusive del film. Le riprese sull'isola, inizialmente previste per il 31 agosto 2012, furono rinviate al 7 settembre a causa del maltempo e vennero effettuate nell'arco di due giorni. La troupe operò con riservatezza e il supporto della Polizia municipale, filmando anche alcune scene al porto e lungo la strada dell'Arenella.
Luca Bigazzi, collaboratore storico di Sorrentino, lavorò come direttore della fotografia.

### Post-produzione

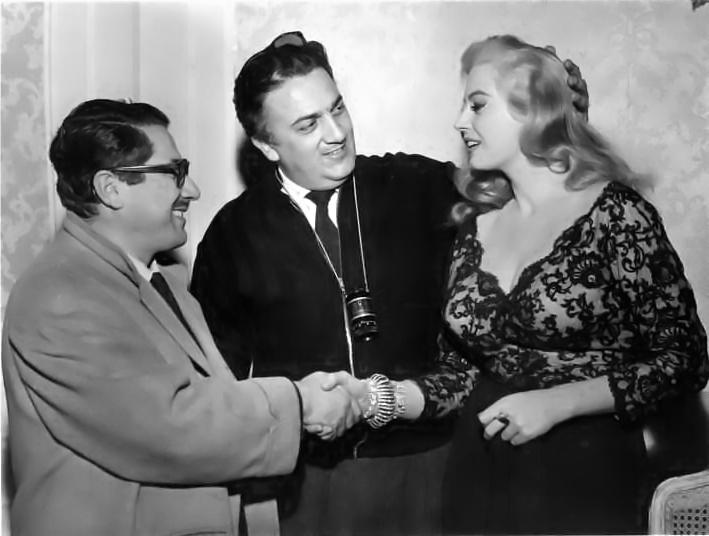
Ennio Flaiano, Federico Fellini e Anita Ekberg sul set de La dolce vita (1960), film a cui Sorrentino inserì evidenti richiami ne La grande bellezza

La fase di post-produzione ebbe inizio al termine delle riprese, nell'autunno del 2012. Il montaggio fu affidato a Cristiano Travaglioli, già collaboratore di Sorrentino in film precedenti. Il montatore lavorò su un materiale complessivo di circa 95 ore di girato, da cui venne ricavata la versione cinematografica ufficiale di 142 minuti, e successivamente una versione estesa di 173 minuti. Travaglioli ha dichiarato che il lavoro con Sorrentino fu improntato a un dialogo costante, con modifiche e riorganizzazioni di sequenze anche in fase avanzata di lavorazione.
Il montaggio del suono e il missaggio audio furono curati da un team specializzato, che comprendeva rumoristi, tecnici del suono e mixer. Molti effetti sonori furono ricostruiti in studio con tecniche di foley art, tra cui passi, rumori ambientali e oggetti di scena. Il mix finale integrò dialoghi, effetti e colonna sonora, secondo una struttura sonora stratificata e di forte impatto emotivo.
La correzione del colore fu supervisionata dal direttore della fotografia Luca Bigazzi, con l'obiettivo di valorizzare l'estetica barocca e luminosa della Roma notturna e monumentale. Gli effetti visivi digitali furono realizzati dallo studio Chromatica, responsabile anche dei titoli di testa e di coda, oltre che di alcune sequenze in cui il materiale filmato venne integrato con elementi CGI.

## Colonna sonora
Le musiche originali furono curate da Lele Marchitelli, che affiancò una selezione di brani classici, sacri e contemporanei scelti personalmente dal regista.
1. Torino Vocalensemble – I Lie – 5:36 (musica: David Lang) – registrato da Fabrizio Argiolas
2. Maya Beiser – World to Come IV – 3:54 (musica: David Lang)
3. Else Torp – My Heart's in the Highlands (feat. Christopher Bowers-Broadbent) – 8:29 (testo: Robert Burns – musica: Arvo Pärt)
4. Lele Marchitelli – Time – 1:28
5. Kronos Quartet – The Beatitudes – 5:25 (musica: Vladimir Martynov)
6. Zbigniew Preisner – Dies Irae – 4:54
7. The Choir of the Temple Church – The Lamb – 3:33 (musica: John Tavener)
8. Donald Johanos – Sinfonia in do maggiore - II (Andante adagio) – 9:35 (musica: Georges Bizet)
9. Lele Marchitelli – River Flows – 1:56
10. Dawn Upshaw – Sinfonia n. 3 - III (Cantabile semplice) – 16:56 (musica: Henryk Górecki)
11. Mikk Üleoja – Beata Viscera – 8:15 (musica: Perotinus)
12. Bob Sinclar – Far l'amore (feat. Raffaella Carrà) – 6:25 (Vittorio Sessa Vitali, Carmelo Carucci)
13. Decoder Ring – More Than Scarlet – 2:50
14. Gui Boratto – Take My Breath Away – 6:48 (Gui Boratto)
15. Lele Marchitelli – Brain Waves – 2:03
16. Damien Jurado – Everything Trying – 3:26 (Damien Jurado)
17. Tape – Parade (feat. Damien Lindelof) – 5:39 (Tape)
18. Lele Marchitelli – Color My World – 3:06
19. Antonello Venditti – Forever – 4:13 (Antonello Venditti)
20. Lele Marchitelli – Surge of Excitement – 2:31
21. Rachel's – Water from the Same Source – 6:18 (Rachel's)
22. Lele Marchitelli – Settembre non comincia – 1:56
23. Monica Cetti – Ti ruberò – 2:58 (Bruno Lauzi)
24. Lele Marchitelli – Trumeau – 5:16
25. La Banda Gorda – Que no se acabe el mambo – 3:44
26. Studio Allstars – We No Speak Americano – 4:30 (Yolanda Be Cool)
27. Exchpoptrue – Discoteca – 5:25 (Exchpoptrue)
28. El Gato DJ – There Must Be an Angel – 5:11 (Lorraine Bowen)
29. Lele Marchitelli – Ramona – 3:01

Durata totale: 145:21

## Promozione

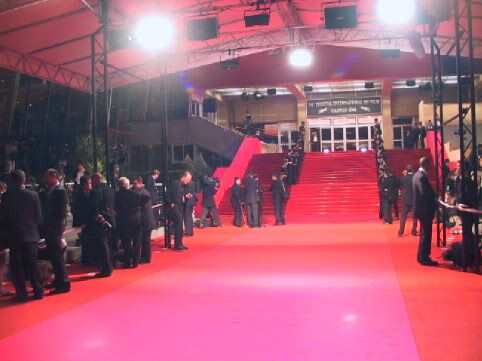
Il tappeto rosso del Festival di Cannes, dove venne presentato il film per la prima volta

La promozione de La grande bellezza è stata avviata ufficialmente con la presentazione in concorso al 66º Festival di Cannes nel maggio 2013, dove il film ricevette una lunga standing ovation di circa dieci minuti, contribuendo a generare un forte interesse internazionale attorno all'opera. In parallelo, il film fu promosso al mercato europeo della Berlinale, dove fu acquistato da numerosi distributori per territori esteri tra cui Regno Unito, Germania, Benelux, Israele, Grecia e Brasile.
La campagna pubblicitaria italiana è stata curata dall'agenzia TBWA\Italia, con una serie di manifesti e affissioni ideate sotto la direzione creativa di Fabrizio Caperna. Il materiale promozionale, dominato dalla figura del protagonista Jep Gambardella (interpretato da Toni Servillo), presentava colori e composizioni visive ispirate all'arte e all'estetica romana, con evidenti richiami a La dolce vita (1960) di Federico Fellini. Il teaser trailer del film è stato diffuso il 9 aprile 2013.
Il product placement è stato gestito da Pch Media, che ha curato l'integrazione nel film di marchi italiani tra cui Disaronno, San Pellegrino, Sisley, Vini Corvo e Unopiù. In particolare, Disaronno ha sponsorizzato l'anteprima ufficiale del film al Festival di Cannes e gli eventi collegati presso la Plage Royale, uno dei luoghi di ritrovo del jet-set cinematografico internazionale.
La strategia promozionale ha ricevuto diversi riconoscimenti: TBWA\Italia ha vinto il premio per la miglior campagna promozionale italiana e il miglior trailer al Trailers FilmFest di Catania, nel 2013.
A seguito della vittoria del Golden Globe e dell'Oscar al miglior film in lingua straniera, il film è stato trasmesso in prima serata su Canale 5 il 4 marzo 2014. L'evento televisivo ha registrato uno share del 36%, pari a circa 8,9 milioni di telespettatori, con picchi di oltre 12 milioni. La trasmissione si è rivelata un successo anche sul piano pubblicitario, generando oltre 2 milioni di euro di introiti, secondo stime di settore.
Secondo dati diffusi da Coldiretti e Federturismo, il successo del film ha contribuito, nel breve periodo, a un incremento dell'export agroalimentare italiano (+15%) e a una crescita del turismo a Roma (+4%) grazie all'esposizione internazionale ricevuta dopo l'Oscar.

## Distribuzione

### Data di uscita

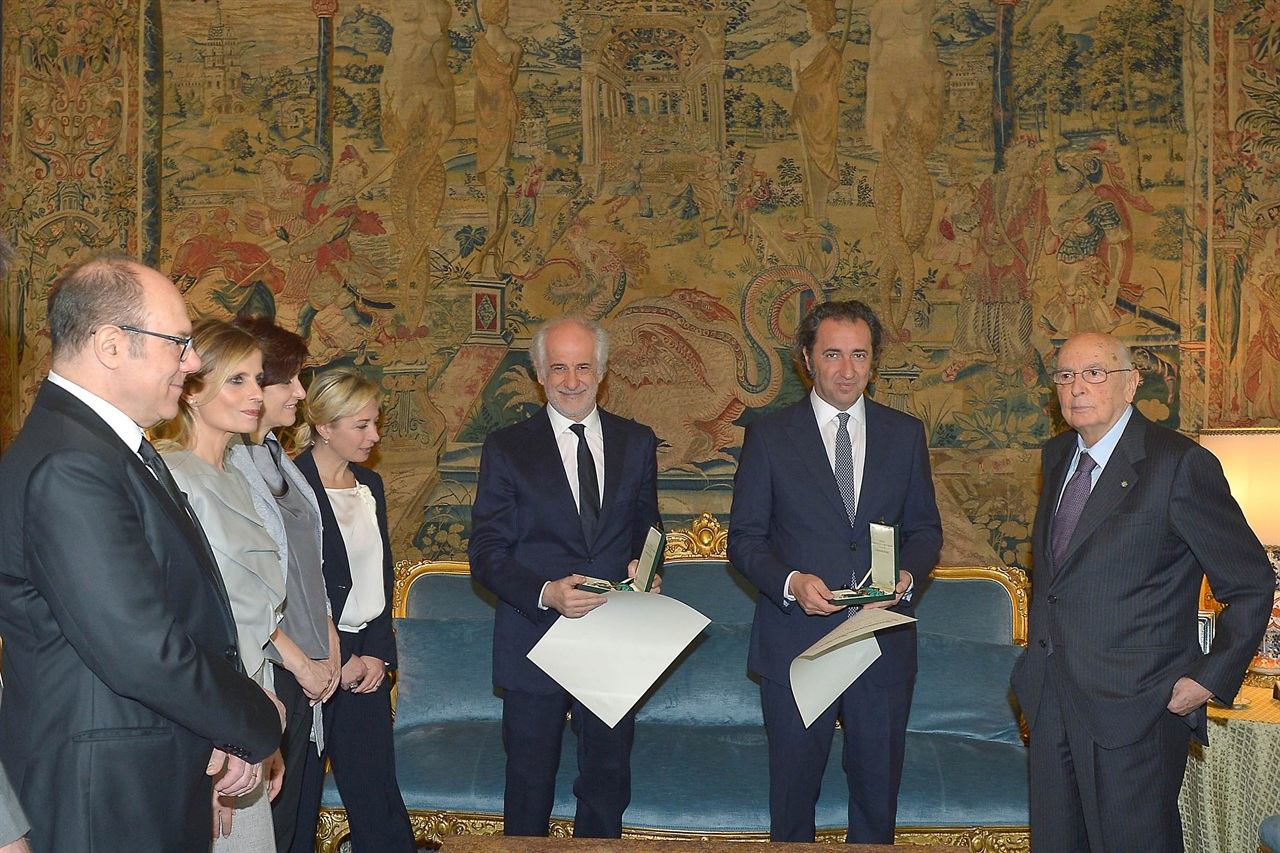
Parte del cast del film in visita al Quirinale dall'allora presidente della Repubblica Giorgio Napolitano

La grande bellezza arriva nelle sale cinematografiche italiane il 21 maggio 2013, contemporaneamente alla presentazione al 66º Festival di Cannes. Il giorno successivo viene distribuito in Francia dalla Pathé. Durante il settembre 2013 il film esce in Inghilterra, luogo in cui riceve un ampio consenso.
Le date di uscita internazionali sono state:
- 21 maggio 2013 in Italia
- 22 maggio in Francia (La Grande Beauté)
- 25 luglio in Germania (La Grande Bellezza – Die große Schönheit)
- 26 luglio in Austria
- 6 settembre nel Regno Unito (The Great Beauty)
- 15 novembre negli Stati Uniti d'America (The Great Beauty)
- 28 novembre in Grecia (Η Τέλεια Ομορφιά)
- 5 dicembre in Spagna (La gran belleza)
- 6 dicembre in Brasile (A Grande Beleza)
- 7 febbraio 2014 in Polonia (Wielkie piękno) e Turchia (Muhteşem Güzellik)
- 20 febbraio in Portogallo (A Grande Beleza) e Argentina
- 7 marzo in Messico
- 14 marzo in Svezia (Den stora skönheten)
- 27 marzo in Nuova Zelanda e Uruguay
- 18 aprile in Finlandia

In Svizzera la data di uscita è stata differenziata per area linguistica (22 maggio nelle località francofone, 23 maggio in italiano, 25 luglio per il mercato tedesco).
Dopo la vittoria del Golden Globe 2014, il 16 gennaio 2014 il film ritorna nuovamente nelle sale cinematografiche delle principali città italiane.
Dopo la vittoria agli Oscar 2014, il 4 marzo 2014 il film è stato trasmesso in prima serata su Canale 5, totalizzando 8 861 000 spettatori e raggiungendo il 36,11% di share, diventando quindi la pellicola cinematografica più vista degli ultimi dieci anni sulla televisione italiana.

## Accoglienza

### Incassi
La grande bellezza ha ottenuto un buon successo commerciale, sia in patria che all'estero. In Italia, il film ha incassato complessivamente 7 269 378 €. Nelle prime settimane di programmazione, l'opera aveva già raggiunto i 4,2 milioni di euro, mostrando una tenuta costante al botteghino, dopo circa un mese e mezzo, tocca i 6 ,097 milioni di euro, superando il precedente record personale del regista Paolo Sorrentino, detenuto da This Must Be the Place (6,1 milioni di euro).
Negli Stati Uniti, dove è stato distribuito da Janus Films e successivamente da The Criterion Collection, il film ha incassato oltre 2 milioni di euro (circa 2,5 milioni di dollari). Il successo internazionale è stato favorito anche dal riconoscimento dell'Oscar al miglior film straniero, ricevuto nel 2014, che ha contribuito ad ampliare la visibilità dell'opera sui mercati esteri.
A livello globale, La grande bellezza ha ottenuto un incasso complessivo di 25 453 491 $ (equivalenti a oltre 24 milioni di euro).

### Critica

#### Critica italiana

L'interpretazione di Toni Servillo nel ruolo di Jep Gambardella ha ricevuto ampi consensi da parte della critica

È stato osservato che mentre la critica cinematografica internazionale ha giudicato in genere positivamente il film di Sorrentino, quella italiana si è divisa in giudizi severi:
(Nanni Delbecchi, recensione su Il Fatto Quotidiano, 30 maggio 2013)
Oppure di grande apprezzamento:
(Alessia Starace, recensione su Movieplayer.it, 21 maggio 2013)
Contrasto di giudizi che è stato variamente interpretato, ma che nelle valutazioni negative sembra ricollegarsi al motivo ricorrente della supposta presunzione e ambizione del regista di proporre una sua visione, quasi un seguito de La dolce vita di Federico Fellini, che trova invece accoglienza nell'immaginario degli spettatori stranieri che apprezzano questa riproposizione.
Viene però notato che in realtà:
(Alessandra Levantesi Kezich, recensione su La Stampa, 21 maggio 2013)
(Nanni Delbecchi, recensione su Il Fatto Quotidiano, 30 maggio 2013)
Si rimprovera inoltre al regista una compassata freddezza e distanza dai personaggi della sua storia e dalla bellezza di Roma che è la grande protagonista incombente in tutto il film:
(Dario Zonta, recensione su MyMovies)
Per altri invece proprio la rivisitazione dei temi felliniani nella visione di Sorrentino costituisce il maggior titolo di merito del film:
(Luciano Stella, recensione su L'Huffington Post, 17 gennaio 2014)
Mentre per Alessio Bosco, sulla testata giornalistica indie-eye.it, Fellini, Scola e Ferreri sono proprio il punto debole di un cinema inutilmente citazionista:
(Alessio Bosco, recensione su indie-eye.it, 30 maggio 2014)
Mariarosa Mancuso, su Il Foglio, fa notare come nelle scene degli incontri e delle feste sulle terrazze romane non sia stato incluso nessun personaggio che abbia a che fare con la politica, a differenza, ad esempio, de La terrazza di Ettore Scola, a cui la pellicola di Sorrentino è stata paragonata.

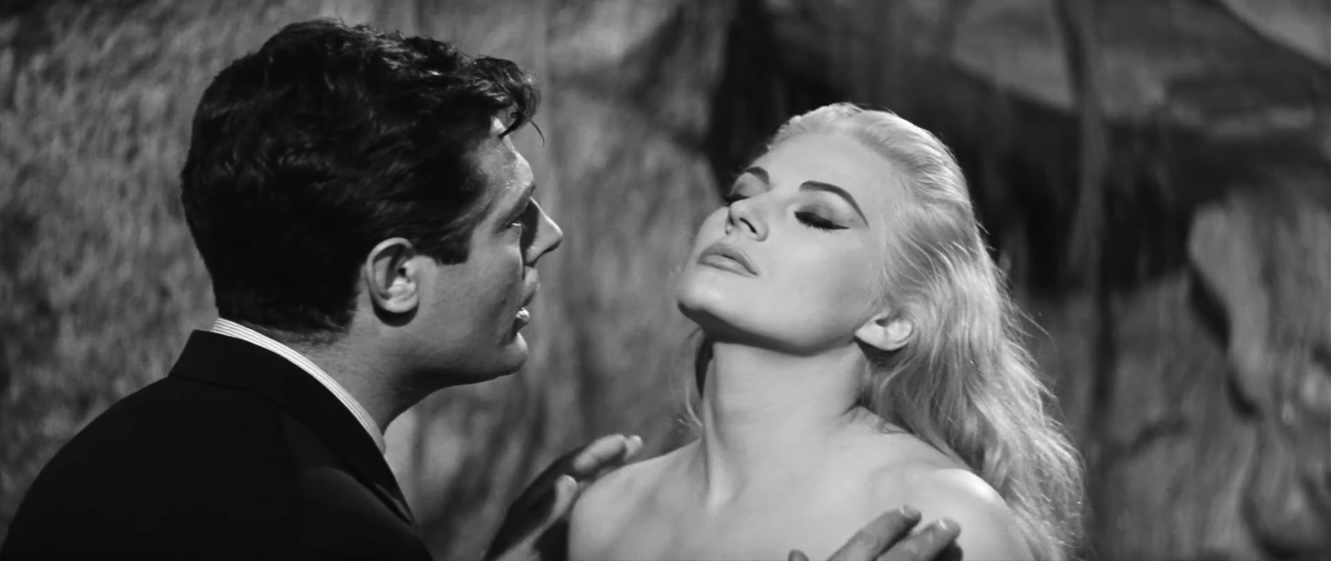
La critica cinematografica ha trovato molte similitudini con La dolce vita (1960) di Federico Fellini nel film di Sorrentino

Stenio Solinas, in un articolo per Il Giornale, si focalizza sull'importanza che ha il tempo all'interno della pellicola:
(Stenio Solinas, recensione su Il Giornale, 22 maggio 2013)
Natalia Aspesi, su Repubblica, ha elogiato il film non solo per la trama e la caratterizzazione dei personaggi ma anche per la sceneggiatura e la colonna sonora:
(Natalia Aspesi, recensione su Repubblica, 21 maggio 2013)
C'è chi ha apprezzato soprattutto il contrasto tra i concetti di bellezza e di morte all'interno del film:
(Roberto Escobar, recensione su l'Espresso, , 30 maggio 2013)
Cristina Piccino, su il manifesto, analizza più a fondo il concetto di "bellezza" proposto da Sorrentino:
(Cristina Piccinino, recensione su il manifesto, 21 maggio 2013)
Dopo aver fatto scaturire una vasta serie di critiche, il film è stato utilizzato anche come uno specchio sulla realtà italiana post-crisi.
Philippe Ridet, corrispondente a Roma di Le Monde, critica il film su Internazionale sostenendo i giornalisti de La Stampa Raffaella Silipo e Gianni Riotta:
Ma i seimila votanti di Hollywood sono fatti così. Amano l’Italia per come se la immaginano, così come tutti i membri delle giurie che hanno premiato il film in giro per il mondo prima del suo trionfo a Los Angeles. 5 maggio 2014»
Il pensiero di Ridet sarà controbattuto in un articolo di Tiziano Peccia per la rivista accademica brasiliana O Olho da História in un articolo che - dedicato alla bellezza - segue la morte di Umberto Eco:
Eppure bisogna porsi un quesito: era questo il messaggio di Sorrentino? Il regista napoletano voleva enfatizzare il tema della decadenza italiana, come denunciato dai Media, e non, più profondamente, quello della frenesia moderna e mondana che ti seduce, ammalia, concupisce, e poi abbandona gravido di una manciata di sogni infranti e dannati? 
Il fatto che un film come la Grande Bellezza possa essere interpretato come un quadro limitato al caso italiano profuma, utilizzando espressioni del giornalista Marco Travaglio, di retorica e provincialismo. Provincialismo di un popolo che probabilmente non è più abituato a sentir parlare di sé sotto un’ottica positiva o meritocratica; un paese che trasforma in presa in giro un lavoro ben fatto ed apprezzato in scala planetaria. Il provincialismo diffuso è un frutto nuovo, per un paese, come l’Italia, abituato a millenni di grandezza e produzione artistica riconosciuta e stimata ovunque. Perché un’opera sulla decadenza dei costumi, come il Satyricon di Petronio, ove vengono descritti istinti animaleschi e dissolutezze, viene interpretato come lo specchio di un'umanità viziosa e selvaggia, e non come un quadro critico sulle realtà dissolute di Pozzuoli e Crotone?»
(Tiziano Peccia, "Critica e critiche alla grande bellezza", O Olho da História, numero 22 (aprile 2016))

#### Critica internazionale
Sull'aggregatore di recensioni Rotten Tomatoes ha un indice di gradimento del 91% basato su 135 recensioni, con un voto medio di 7,9 su 10; il consenso critico del sito afferma: «Incredibilmente ambizioso, splendidamente girato e assolutamente avvincente, La grande bellezza offre un film virtuoso dello scrittore/regista Paolo Sorrentino» Su Metacritic la pellicola ha ottenuto un punteggio di 86 su 100 basato su 34 recensioni.
Jay Weissberg di Variety descrive il film come:
(Jay Weissberg, recensione su Variety, 20 maggio 2013)
Sul Guardian Peter Bradshaw recensisce il film valutandolo con 5 stelle su 5 (definendolo «straordinario») e conclude la sua critica scrivendo che:
(Peter Bradshaw, recensione sul Guardian, , 5 settembre 2013)
Il critico cinematografico Robbie Colins, sul Daily Telegraph, definisce la pellicola:
(Robbie Colins, recensione sul Daily Telegraph, , 13 gennaio 2014)
Sulle pagine de L'Osservatore Romano, il giornale dello Stato del Vaticano, il critico Emilio Ranzato ha invece commentato negativamente il film.

#### Classifiche
Diversi critici lo hanno definito uno dei migliori film del 2013
- 1° per Time Out, 10 migliori film del 2013[100]
- 1° per Robbie Collin, The Daily Telegraph[101]
- 2° per Xan Brooks, The Guardian[102]
- 2° per Richard Corliss, Time[103]
- 3° per Chris Vognar, The Dallas Morning News[104]
- 4° per Sight and Sound[105]
- 4° per Lisa Schwarzbaum, BBC[106]
- 6° per Jake Coyle, Associated Press[107]
- 7° per Stephen Holden, The New York Times[108]
- 8° per Simon Abrams e Alan Scherstuhl, The Village Voice[109][110]
- 9° per Robert Gifford, The Diamondback[111]
- 9° per Empire, 50 migliori film del 2013[112]
- Miglior film del 2013 per Peter Bradshaw, The Guardian[113]
- Miglior film del 2013 per Justin Chang, Variety[114][115]

Peter Bradshaw lo ha inoltre inserito tra i 20 migliori film del 21° secolo su The Guardian. Nel 2015, il British Film Institute ha eletto La grande bellezza come miglior film non in lingua inglese del decennio.

#### Tematiche trattate e analisi
La grande bellezza è un'opera fortemente simbolica e stratificata, che affronta numerosi temi esistenziali, sociali, filosofici e culturali. Ambientato nella Roma contemporanea, il film si sviluppa attorno alla figura di Jep Gambardella, scrittore disilluso e giornalista mondano, il cui sguardo ironico e malinconico guida lo spettatore in un percorso di decostruzione del presente e di interrogazione sul senso della vita, dell'arte e della bellezza.
Uno dei temi centrali dell'opera è il vuoto esistenziale che caratterizza la vita del protagonista e, per estensione, dell'intera élite culturale e sociale che lo circonda. Jep, pur immerso in feste sfarzose, conversazioni colte e ambienti intellettuali, sperimenta una profonda insoddisfazione e un senso di smarrimento esistenziale. La sua incapacità di scrivere un secondo romanzo, a distanza di quarant'anni dal primo, è metafora dell'impotenza creativa e del distacco emotivo che lo paralizzano. Questo sentimento di vuoto non è presentato come crisi personale isolata, ma come condizione diffusa in un ambiente dominato dall’estetica dell’apparenza, dal cinismo e dall'edonismo.
Il film mette in scena con tono grottesco e decadente la superficialità della mondanità romana: feste opulente, arte contemporanea esibita senza significato, performance culturali ridotte a spettacolo vuoto. I personaggi che affollano la vita di Jep – artisti, nobili decaduti, intellettuali frustrati, ecclesiastici privi di spiritualità – sono rappresentati come caricature sociali, emblematiche di una civiltà in disfacimento. Attraverso queste figure, Sorrentino sviluppa una critica aspra alla borghesia intellettuale italiana, accusata di aver smarrito ogni contatto con l'autenticità, la responsabilità culturale e la profondità etica.
Il tema della memoria costituisce un filo conduttore essenziale: la notizia della morte di Elisa, primo amore di Jep, rappresenta l'evento scatenante della sua crisi. Il passato viene idealizzato come luogo di verità e di purezza emotiva, contrapposto alla volgarità e alla banalità del presente. Attraverso flashback e riflessioni interiori, Jep rievoca momenti della giovinezza, e il confronto con ciò che è stato accentua il senso di rimpianto e di fallimento personale. La memoria funge da àncora e da specchio, spingendo il protagonista a interrogarsi su chi è diventato e su cosa avrebbe potuto essere.
Un altro nodo tematico cruciale è la tensione tra sacro e profano. Se da un lato Roma appare come città sacra per eccellenza, custode di spiritualità, arte e storia millenaria, dall'altro viene rappresentata come luogo di eccessi, corruzione e perdita di valori. I personaggi religiosi presenti nel film – su tutti la figura della Santa quasi ultracentenaria – sono mostrati in modo ambivalente: da un lato ridicoli o grotteschi, dall’altro portatori di una verità muta e ineffabile. In particolare, la Santa, con il suo silenzio e la sua preghiera ostinata, si oppone alla logorrea e al cinismo del mondo mondano, suggerendo una dimensione trascendente che resiste, pur restando inaccessibile.
La bellezza, richiamata fin dal titolo, è protagonista ambigua del film. Roma, con i suoi monumenti, palazzi storici e scorci mozzafiato, viene rappresentata come un luogo visivamente sublime, ma svuotato di significato. L'arte e la cultura, pur onnipresenti, sembrano ridotte a ornamento estetico, incapaci di stimolare trasformazioni interiori. La bellezza diventa quindi oggetto di contemplazione passiva o di sfruttamento narcisistico, piuttosto che via di conoscenza o redenzione. Tuttavia, nella parte finale, il film sembra suggerire la possibilità che, al di là della mondanità e del dolore, possa ancora esistere una "grande bellezza" nascosta, silenziosa, originaria.
Il percorso del protagonista può essere letto come un viaggio interiore alla ricerca di una nuova identità. Jep è al tempo stesso parte e osservatore del mondo che racconta: partecipa agli eccessi, ma li guarda con distacco e ironia. Questa doppia prospettiva lo rende un personaggio scisso, diviso tra conformismo e desiderio di autenticità. La sua crisi personale si trasforma in un'esplorazione più ampia della condizione umana nella modernità, segnata dalla perdita di punti di riferimento, dall'inautenticità delle relazioni e dal bisogno inappagato di significato. Solo attraverso l’accettazione del dolore, della morte e del passato, Jep sembra poter intravedere un nuovo inizio.

## Versioni alternative
Dopo tre anni dall'uscita italiana e due dalla consacrazione agli Oscar, come preannunciato dalla Nexo Digital, viene proiettata al cinema per tre giorni la versione integrale del film, dal 27 al 29 giugno 2016, arricchita di 30 minuti reintegrati.
Nei titoli di coda del film il regista ringrazia Giulio Brogi e Fiammetta Baralla per la partecipazione. Le scene in cui erano presenti gli attori sono state tagliate nella versione distribuita al cinema.
- In una scena Brogi, nei panni di un anziano regista, racconta a Jep Gambardella la sua prima sensazione di "incanto" visivo: l'accensione del primo semaforo installato a Milano tra piazza Duomo e via Torino: «Mi pare che fosse il 12 aprile 1925. Mio padre mi mise sulle spalle perché c'era una gran folla, ma capisce? Una folla, radunata per vedere un semaforo. Che bellezza! Che grande bellezza!»[140]
- Nell'altra scena tagliata compare Fiammetta Baralla che interpreta la vecchia madre di Sabrina Ferilli.[141]